# Bradley, Wisconsin
Bradley là một thị trấn thuộc quận Lincoln, tiểu bang Wisconsin, Hoa Kỳ. Năm 2010, dân số của thị trấn này là 2.375 người.